# 9103 Komatsubara
9103 Komatsubara eller 1996 XW30 är en asteroid i huvudbältet som upptäcktes den 14 december 1996 av den japanska astronomen Takao Kobayashi vid Ōizumi-observatoriet. Den är uppkallad efter den japanske amatörastronomen Mitsugu Komatsubara.
Asteroiden har en diameter på ungefär 4 kilometer.